# Danh sách sân bay Myanmar
Cộng hòa Liên bang Myanmar có 25 sân bay khai thác với các chuyến bay thương mại.
Tên sân bay được in đậm đã lên lịch dịch vụ hành khách trên các hãng hàng không thương mại.
| Vị trí                           | Vùng/Bang        | ICAO            | IATA            | Tên sân bay                                 | Toạ độ                                         |
| Sân bay quốc tế                  | Sân bay quốc tế  | Sân bay quốc tế | Sân bay quốc tế | Sân bay quốc tế                             | Sân bay quốc tế                                |
| -------------------------------- | ---------------- | --------------- | --------------- | ------------------------------------------- | ---------------------------------------------- |
| Mandalay / Tada-U                | Mandalay         | VYMD            | MDL             | Sân bay quốc tế Mandalay                    | 21°42′7″B 095°58′40″Đ / 21,70194°B 95,97778°Đ  |
| Yangon (Rangoon)                 | Yangon           | VYYY            | RGN             | Sân bay quốc tế Yangon                      | 16°54′26″B 096°07′59″Đ / 16,90722°B 96,13306°Đ |
| Naypyidaw (Naypyitaw)            | Mandalay         | VYNT            | NYT             | Sân bay quốc tế Nay Pyi Taw (Ela)           | 19°37′24″B 096°12′3″Đ / 19,62333°B 96,20083°Đ  |
| Bago (Bago)                      | Bago             |                 |                 | Sân bay quốc tế Hanthawaddy (Đang xây dựng) | 17°18′4″B 096°25′41″Đ / 17,30111°B 96,42806°Đ  |
| Quốc nội                         |                  |                 |                 |                                             |                                                |
| Anisakan                         | Mandalay         | VYAS            |                 | Sân bay Anisakan                            | 21°57′19″B 096°24′21″Đ / 21,95528°B 96,40583°Đ |
| Ann                              | Bang Rakhine     | VYAN            |                 | Sân bay Ann                                 | 19°46′8″B 094°01′34″Đ / 19,76889°B 94,02611°Đ  |
| Bagan / Nyaung-U                 | Mandalay         | VYBG            | NYU             | Sân bay Nyaung U                            | 21°10′43″B 094°55′48″Đ / 21,17861°B 94,93°Đ    |
| Bhamo (Banmaw)                   | Bang Kachin      | VYBM            | BMO             | Sân bay Bhamo (Banmaw)                      | 24°16′15″B 097°14′49″Đ / 24,27083°B 97,24694°Đ |
| Nogmung (Nogmung)                | Bang Kachin      | VYNM            | N0M             | Sân bay Nogmung (Nogmung)                   | 27°30′0″B 097°49′0″Đ / 27,5°B 97,81667°Đ       |
| Bokpyin (Bokepyin)               | Vùng Tanintharyi | VYBP            |                 | Sân bay Bokpyin                             | 11°16′B 098°46′Đ / 11,267°B 98,767°Đ           |
| Coco Islands (Great Coco Island) | Yangon           | VYCI            |                 | Sân bay Coco Island                         | 14°08′29″B 093°22′6″Đ / 14,14139°B 93,36833°Đ  |
| Dawei (Tavoy)                    | Vùng Tanintharyi | VYDW            | TVY             | Sân bay Dawei                               | 14°06′13″B 098°12′13″Đ / 14,10361°B 98,20361°Đ |
| Gangaw                           | Vùng Magway      | VYGG            | GAW             | Sân bay Gangaw                              | 22°10′29″B 094°08′4″Đ / 22,17472°B 94,13444°Đ  |
| Gwa                              | Bang Rakhine     | VYGW            | GWA             | Sân bay Gwa                                 | 17°36′B 094°35′Đ / 17,6°B 94,583°Đ             |
| Heho                             | Bang Shan        | VYHH            | HEH             | Sân bay Heho                                | 20°44′49″B 096°47′31″Đ / 20,74694°B 96,79194°Đ |
| Homalin (Hommalin)               | Sagaing          | VYHL            | HOX             | Sân bay Homalin (Hommalin)                  | 24°53′58″B 094°54′50″Đ / 24,89944°B 94,91389°Đ |
| Hpa-An (Pa-An)                   | Bang Kayin       | VYPA            | PAA             | Sân bay Hpa-An                              | 16°53′37″B 097°40′28″Đ / 16,89361°B 97,67444°Đ |
| Hpapun (Papun)                   | Bang Kayin       | VYPP            | PPU             | Sân bay Hpapun                              | 18°04′B 097°27′Đ / 18,067°B 97,45°Đ            |
| Kalaymyo (Kalemyo)               | Sagaing          | VYKL            | KMV             | Sân bay Kalaymyo                            | 23°11′19″B 094°03′3″Đ / 23,18861°B 94,05083°Đ  |
| Kawthaung (Kawthoung)            | Vùng Tanintharyi | VYKT            | KAW             | Sân bay Kawthaung                           | 10°02′57″B 098°32′16″Đ / 10,04917°B 98,53778°Đ |
| Kengtung (Kengtong, Kyaingtong)  | Bang Shan        | VYKG            | KET             | Sân bay Kengtung                            | 21°18′5″B 099°38′9″Đ / 21,30139°B 99,63583°Đ   |
| Khamti                           | Sagaing          | VYKI            | KHM             | Sân bay Khamti                              | 25°59′18″B 095°40′28″Đ / 25,98833°B 95,67444°Đ |
| Kyaukpyu (Kyauk Pyu)             | Bang Rakhine     | VYKP            | KYP             | Sân bay Kyaukpyu                            | 19°25′35″B 093°32′5″Đ / 19,42639°B 93,53472°Đ  |
| Kyauktu (Kyaukhtu)               | Vùng Magway      | VYKU            | KYT             | Sân bay Kyauktu                             | 21°24′45″B 094°08′31″Đ / 21,4125°B 94,14194°Đ  |
| Kyauktu (Kyaukhtu)               | Vùng Magway      | VYXG            |                 | Sân bay Nam Kyauktu                         | 21°24′26″B 094°07′31″Đ / 21,40722°B 94,12528°Đ |
| Lanywa                           | Vùng Magway      | VYLY            |                 | Sân bay Lanywa                              | 20°56′25″B 094°49′21″Đ / 20,94028°B 94,8225°Đ  |
| Lashio                           | Bang Shan        | VYLS            | LSH             | Sân bay Lashio                              | 22°58′40″B 097°45′7″Đ / 22,97778°B 97,75194°Đ  |
| Loikaw                           | Bang Kayah       | VYLK            | LIW             | Sân bay Loikaw                              | 19°41′29″B 097°12′53″Đ / 19,69139°B 97,21472°Đ |
| Magwe                            | Vùng Magway      | VYMW            | MWQ             | Sân bay Magwe                               | 20°09′56″B 094°56′28″Đ / 20,16556°B 94,94111°Đ |
| Manaung                          | Bang Rakhine     | VYMN            | MGU             | Sân bay Manaung                             | 18°50′45″B 093°41′20″Đ / 18,84583°B 93,68889°Đ |
| Mandalay                         | Mandalay         | VYCZ            | VBC             | Sân bay Mandalay Chanmyathazi               | 21°56′25″B 096°05′22″Đ / 21,94028°B 96,08944°Đ |
| Mawlamyine (Mawlamyaing)         | Bang Mon         | VYMM            | MNU             | Sân bay Mawlamyaing (Mawlamyine)            | 16°26′41″B 097°39′38″Đ / 16,44472°B 97,66056°Đ |
| Momeik                           | Bang Shan        | VYMO            | MOE             | Momeik                                      | 23°05′33″B 096°38′42″Đ / 23,0925°B 96,645°Đ    |
| Mong Ton (Mong-Tong)             | Bang Shan        | VYMT            | MGK             | Sân bay Mong Ton                            | 20°17′48″B 098°53′56″Đ / 20,29667°B 98,89889°Đ |
| Mong Hsat (Monghsat)             | Bang Shan        | VYMS            | MOG             | Sân bay Monghsat (Mong Hsat)                | 20°31′0″B 099°15′24″Đ / 20,51667°B 99,25667°Đ  |
| Monywa (Monywar)                 | Sagaing          | VYMY            | NYW             | Sân bay Monywa (Monywar)                    | 22°14′B 095°07′Đ / 22,233°B 95,117°Đ           |
| Myeik (Mergui)                   | Vùng Tanintharyi | VYME            | MGZ             | Sân bay Myeik                               | 12°26′23″B 098°37′17″Đ / 12,43972°B 98,62139°Đ |
| Myitkyina                        | Bang Kachin      | VYMK            | MYT             | Sân bay Myitkyina                           | 25°23′1″B 097°21′6″Đ / 25,38361°B 97,35167°Đ   |
| Namsang                          | Bang Shan        | VYNS            | NMS             | Sân bay Namsang                             | 20°53′25″B 097°44′9″Đ / 20,89028°B 97,73583°Đ  |
| Namtu                            | Bang Shan        | VYNT            | NMT             | Sân bay Namtu                               | 23°05′B 097°23′Đ / 23,083°B 97,383°Đ           |
| Pakokku                          | Vùng Magway      | VYPU            | PKK             | Sân bay Pakokku                             | 21°24′B 095°06′Đ / 21,4°B 95,1°Đ               |
| Pathein (Bassein)                | Vùng Ayeyarwady  | VYPN            | BSX             | Sân bay Pathein                             | 16°48′54″B 094°46′47″Đ / 16,815°B 94,77972°Đ   |
| Pauk                             | Vùng Magway      | VYPK            | PAU             | Sân bay Pauk                                | 21°26′57″B 094°29′13″Đ / 21,44917°B 94,48694°Đ |
| Putao                            | Bang Kachin      | VYPT            | PBU             | Sân bay Putao                               | 27°19′47″B 097°25′34″Đ / 27,32972°B 97,42611°Đ |
| Pyay (Prome)                     | Bago             | VYPY            | PRU             | Sân bay Pyay                                | 18°49′28″B 095°15′57″Đ / 18,82444°B 95,26583°Đ |
| Sittwe (Akyab)                   | Bang Rakhine     | VYSW            | AKY             | Sân bay Sittwe                              | 20°07′57″B 092°52′21″Đ / 20,1325°B 92,8725°Đ   |
| Tachileik (Tachilek)             | Bang Shan        | VYTL            | THL             | Sân bay Tachilek                            | 20°29′1″B 099°56′7″Đ / 20,48361°B 99,93528°Đ   |
| Thandwe (Sandoway)               | Bang Rakhine     | VYTD            | SNW             | Sân bay Thandwe                             | 18°27′38″B 094°18′0″Đ / 18,46056°B 94,3°Đ      |
| Tilin                            | Vùng Magway      | VYHN            | TIO             | Sân bay Tilin                               | 21°42′B 094°06′Đ / 21,7°B 94,1°Đ               |
| Ye                               | Bang Mon         | VYYE            | XYE             | Sân bay Ye                                  | 15°18′B 097°52′Đ / 15,3°B 97,867°Đ             |

| Vị trí          | Vùng/Bang       | ICAO            | IATA            | Tên sân bay                | Toạ độ                                         |
| Sân bay quân sự | Sân bay quân sự | Sân bay quân sự | Sân bay quân sự | Sân bay quân sự            | Sân bay quân sự                                |
| --------------- | --------------- | --------------- | --------------- | -------------------------- | ---------------------------------------------- |
| Hmawbi (Hmawby) | Yangon          | VYHB            |                 | Căn cứ không quân Hmawbi   | 17°07′B 96°04′Đ / 17,117°B 96,067°Đ            |
| Meiktila        | Mandalay        | VYML            |                 | Căn cứ không quân Meiktila | 20°53′B 095°53′Đ / 20,883°B 95,883°Đ           |
| Meiktila        | Mandalay        | VYST            |                 | Căn cứ không quân Shante   | 20°56′30″B 095°54′52″Đ / 20,94167°B 95,91444°Đ |
| Myitkyina       | Bang Kachin     | VYNP            |                 | Căn cứ không quân Nampong  | 25°21′15″B 097°17′42″Đ / 25,35417°B 97,295°Đ   |
| Taungoo         | Vùng Bago       | VYTO            | TGO             | Căn cứ không quân Taungoo  | 19°01′48″B 96°25′0″Đ / 19,03°B 96,41667°Đ      |